# John William Heslop-Harrison
John William Heslop-Harrison FRS (1881 – 1967) was een Brits hoogleraar botanie op het King's College van de Universiteit van Durham. Hij kreeg grote bekendheid toen John Raven van de Universiteit van Cambridge hem beschuldigde van valsheid in geschrifte in zijn academisch werk, wat Heslop Harrison een oplichter zou maken.

## Loopbaan
Heslop-Harrison was een gevestigde naam in zijn vakgebied en een Fellow of the Royal Society toen Raven hem in 1948 beschuldigde van oplichterij. Raven, in een ander werkveld werkzaam in Cambridge beweerde dat Heslop Harrison ten onrechte claimde bepaalde plantensoorten te hebben ontdekt op Isle of Rum, aan de westkust van Schotland. De aanwezigheid van de soorten op 
Rum, is essentieel voor de theorie dat de eilanden gevrijwaard waren gebleven van de laatste ijstijd. Raven claimde dat Heslop Harrison de gewassen elders vond, ze zelf naar Rum bracht en ze vervolgens daar later zelf 'ontdekte'. De beschuldiging is nooit bewezen. Ravens betichting van fraude wordt beschreven en gesteund door de schrijver in het boek A Rum Affair van Karl Sabbagh.

## Zoon
Zijn vierde zoon Jack Heslop Harrison zou in 1970 directeur worden van Kew Gardens.

## Biografie
- Biographical Memoirs of Fellow of the Royal Society of London nummer 14, pagina 243 (1968).

- Author citation (botany): Hesl.-Harr.
- Gemeinsame Normdatei: 123451841
- International Standard Name Identifier: 0000 0000 4854 7153
- Library of Congress Control Number: n99830615
- Nationale Bibliotheek van Israël: 987007440282405171
- Virtual International Authority File: 25510815
- WorldCat: E39PBJrgJmF8MHXv9PcHPb3mh3